# De Jonkman
De Jonkman is een restaurant in Sint-Kruis, Brugge. Het restaurant heeft twee Michelinsterren. Eigenaar en chef Filip Claeys leerde het vak in Hotelschool Ter Duinen in Koksijde en bekwaamde zich verder bij Geert Van Hecke (De Karmeliet) en bij Sergio Herman (Oud Sluis). Hij nam het restaurant in april 2006 over van Ronnie Jonkman en behield de oorspronkelijke, reeds bekende naam. Filip Claeys werkt graag met kwaliteitsvolle verse en seizoensgebonden streekproducten van lokale bioboeren. Hij is één der oprichters en de bezieler van "North Sea Chefs", een project van een handvol enthousiaste chefs die het gebruik van duurzame, minder bekende vissoorten en bijvangst uit de Noordzee willen promoten. 

## Erkenningen
In 2008 kreeg het restaurant in de Michelingids een eerste Michelinster. In november 2011 kwam daar een tweede Michelinster bovenop. Gault Millau gaf De Jonkman in 2011 een quotering van 17/20 en kende hen de "beste dessertenkaart" toe. Vanaf 2012 werd hun quotering 18/20, waardoor De Jonkman tot de echte culinaire top in België ging behoren. Eind 2014 voegde Gault Millau daar nog een bekroning tot "beste Chef van het jaar" aan toe.

## Het pand
Het restaurant is gelegen in de Brugse deelgemeente Sint-Kruis, langs de Maalse Steenweg (N9). De verbouwde villa heeft een eigen kleine parking en bij mooi weer een terras. 